# Farmar Mill
Farmar Mill (auch als Mather Mill bekannt) ist eine historische Mühle am Wissahickon Creek, die unmittelbar westlich des Bethlehem Pike in dem Dorf Whitemarsh nahe Fort Washington  liegt. Sie wird im National Register of Historic Places geführt.

## Geschichte
Die Mühle wurde Ende des 17. Jahrhunderts von Edward Farmar erbaut.
Ab 1746 gehörte Farmar Mill wie auch das nahebei liegende Gutshaus Hope Lodge zum 150 acres großen, bewirtschafteten Grundbesitz Whitemarsh Estate, dessen Eigentümer der Quäker und Geschäftsmann Samuel Morris war. Dieser besaß außerdem einen Kalksteinbruch und Kalkofen sowie ein Drittel an der Eisenschmiede Chelsea Forge im heutigen Warren County (New Jersey). Er war seit 1736 einer von acht Assessoren des Philadelphia County und wurde dreimal wiedergewählt. Nach seinem Tod verkaufte der Bruder die Mühle mitsamt 4 acres Land an Isaac Mather, der das heutige Farmar Mill 1820 erbaute. Die Mühle befand sich bis Ende des 19. Jahrhunderts in Nutzung. Der heutige Bauzustand erlaubt weder weiteren Gebrauch noch Besichtigung des historischen Gebäudes.
Am 19. Mai 1972 wurde Farmar Mill in das National Register of Historic Places aufgenommen.